# Vulgichneumon diminutus
Vulgichneumon diminutus är en stekelart som först beskrevs av Matsumura 1912.  Vulgichneumon diminutus ingår i släktet Vulgichneumon och familjen brokparasitsteklar. Inga underarter finns listade i Catalogue of Life.